# شریعتی و تفکر آینده ما
شریعتی و تفکر آینده ما مجموعه‌مقالاتی از بیژن عبدالکریمی دربارهٔ اندیشه‌های علی شریعتی است. عبدالکریمی در این کتاب استدلال می‌کند که عناصری در تفکر شریعتی وجود دارد که می‌تواند پاسخگوی بحران‌های امروز و شکل‌دهنده تفکر فردای ایرانیان یا مسلمانان باشد.

## نقد و بررسی
نشست نقد و بررسی این کتاب در ۲۸ خرداد ۱۳۹۳ با حضور حسن محدثی، جواد میری، محمد محمدی، عباس منوچهری و محمدعلی مرادی در دانشگاه تربیت مدرس برگزار شد.
محمد زارع شیرین کندی هم در روزنامهٔ شرق به نقد این کتاب پرداخت.